# Gouvernement Tulenheimo
République de Finlande
Ingman II  Kallio II 
Le gouvernement Tulenheimo est le 12e gouvernement de la République de Finlande, qui a siégé 276 jours du 31 mars 1925 au 31 décembre 1925.

## Composition
| Ministre                                                     | Période               | Parti | Parti |
| ------------------------------------------------------------ | --------------------- | ----- | ----- |
| Premier ministre Antti Tulenheimo                            | 31.3.1925– 31.12.1925 |       | Kok   |
| Ministre des Affaires étrangères Karl Idman                  | 31.3.1925– 31.12.1925 |       | ML    |
| Ministre de la Justice Oskar Lilius                          | 31.3.1925– 31.12.1925 |       | ML    |
| Ministre de l'Intérieur Matti Aura                           | 31.3.1925– 31.12.1925 |       | ML    |
| Ministre de la Défense Aleksander Lampén                     | 31.3.1925– 31.12.1925 |       | Kok   |
| Ministre des Finances Hugo Relander                          | 31.3.1925– 31.12.1925 |       | ML    |
| Ministre de l'Éducation Emil Nestor Setälä                   | 31.3.1925– 31.12.1925 |       | Kok   |
| Ministre de l'Agriculture Juho Sunila                        | 31.3.1925– 31.12.1925 |       | ML    |
| Vice-ministre de l'Agriculture Vihtori Vesterinen            | 31.3.1925– 31.12.1925 |       | ML    |
| Ministre des Transports et des Travaux publics Kyösti Kallio | 31.3.1925– 31.12.1925 |       | ML    |
| Ministre du Commerce et de l'industrie Yrjö Pulkkinen        | 31.3.1925– 31.12.1925 |       | Kok   |
| Ministre des Affaires sociales Vilkku Joukahainen            | 31.3.1925– 31.12.1925 |       | ML    |
| Ministre sans portefeuille Kalle Lohi                        | 31.3.1925– 31.12.1925 |       | ML    |